# Andy Lanning
Andy Lanning (...) è un disegnatore e fumettista britannico.
È noto per i suoi lavori con le case editrici Marvel e DC, nonché per la sua collaborazione con Dan Abnett.

## Carriera
Lanning è soprattutto un inchiostratore, ma lavora anche come disegnatore di fumetti.
Uno dei suoi lavori più noti è stato il rilancio nel 2000 della serie Legione dei Supereroi insieme a Dan Abnett. I due hanno altresì collaborato al fumetto Nova per la Marvel (pubblicato per la prima volta nel 2007) e all'ultima edizione della serie Authority per la WildStorm.
Nel giugno del 2008 Lanning ha annunciato di aver firmato un contratto esclusivo con la Marvel, che gli ha però concesso di portare a termine i lavori già in corso per altri committenti, come nel caso del fumetto Authority. Il suo primo importante lavoro connesso a questo nuovo contratto è War of Kings, spin-off della serie Secret Invasion.
Ha creato il personaggio di Digitek.